# Lestes pinheyi
Lestes pinheyi – gatunek ważki z rodziny pałątkowatych (Lestidae).